# WOLVEs GROOVY
WOLVEs GROOVY（ウルヴズ・グルーヴィー）は、アヤコノ（Vo, B）、ましのみ（Vo, G）のツインボーカルロック・バンド。
ユニット名の由来は、『“一匹狼”として音楽を紡いできた、出身もルーツもバラバラな3人が“グルーヴ”で通じ合った』ことから名付けられた。
2021年にムジカ・ピッコリーノにレギュラー出演、東京2020パラリンピック開会式に出演するなど注目のベース・ボーカル担当のアヤコノと、シンガーソングライターとしてメジャー・デビューしているギター・ボーカルましのみによる女性ツインボーカルスタイル。

## 概要
2023年
- 3月8日、1st EP「WOLVEs1」を配信リリース[1]。
- 7月1日、代々木公園にて、初ライブのチケットを完売。「完売するまで帰らない」と、雨が降る中、インスタライブで訴え続け、深夜に完売。
- 7月19日、2nd EP「WOLVEs2」をリリース[2]。
- 11月26日、詩音(Dr)が当面の間、WOLVEs GROOVYでの活動休止を発表。

2024年
- 4月6日、お笑いコンビ「金魚番長」古市勇介の初監督短編映画「そんな夜は0パーセントで」に主題歌「2人」を提供。
- 5月19日、詩音が脱退を発表。
- 9月14～16日で都内ライブハウスにて開催される日本最大級のライブハウスサーキットフェスTOKYO CALLING 2024とSMA50（Sony Music Artists 50th Anniversary）のコラボステージに出演が決定[3][4]。

## ディスコグラフィ

### アルバム
|     | 発売日        | タイトル | 収録曲 | 備考 |
| --- | ------------- | -------- | --- | ---- |
| 1st | 2023年3月8日  | WOLVEs1  | 1. BUG 2. passion&groove 3. no please 4. bomb                                                                                            |      |
| 2nd | 2023年7月19日 | WOLVEs2  | 1. ココロノ氷（2023年6月7日先行リリース） 2. spicy boy 3. 左右盲 4. CARTOON FRIDAY（2023年6月28日先行リリース2）                         |      |
| 3rd | 2024年3月13日 | WOLVEs3  | 1. お洒落じゃないから 2. ANGEL BEAT!（2024年1月17日先行リリース2） 3. つかまらんタクシー（2023年12月20日先行リリース） 4. しあわせビデオ |      |

## ヘヴィー・ローテーション/パワープレイ
- WOLVEs1
  - 『BUG』・『passion&groove』：秋田放送「ABSウィークリーレコメンド」パワープレイ：2023年3月13日（月） - 19日（日）
  - 『BUG』：FM香川「JOY-U CLUB」2023年4月度エンディングテーマ
  - 『ココロノ氷』：TBSラジオ「JUNK」夜の推薦曲：2023年6月12日（月） - 18日（日）

## ラジオ
- 2023年8月16日：ZIP-FM「×music」ゲスト出演

## ライブ
- 2023年
  - 8月11日（金）：TOKIO TOKYO共同企画「WOLVEs the PARTY」@渋谷 TOKIO TOKYO[5]
  - 9月11日（月）：ライブハウスシンドローム vol.20@赤羽ReNY alpha
  - 9月12日（火）：切磋琢磨@新宿 SAMURAI
  - 9月17日（日）：水都音楽祭2023@大阪府 淀川河川公園 枚方地区・大塚地区（水都くらわんか花火大会会場内）[6]
  - 9月18日（月）：TOKYO CALLING2023@club asia
  - 9月29日（金）・30日（土）：ROLAND EXPERIENCE 2023@WITH HARAJUKU HALL
  - 11月22日（水）：心臓爆発CIRCUIT 2023 AFTER PARTY!!@shibuya eggman
  - 12月5日（火）：【WOLVEs GROOVY × Enfants 】Dynamo@渋谷 TOKIO TOKYO【2024年4月10日に振替】
- 2024年
  - 1月16日（火）：『アフター・アワー's』@大阪 LIVE SQUARE 2nd LINE
  - 1月18日（木）：”jam” @Spotfi O-Crest
  - 2月5日（月）：“Brotherhood vol.35”@代官山SPACE ODD
  - 2月10日（土）：FEAT. by FRIENDSHIP.@渋谷CLUB QUATTRO[7][8]
  - 2月25日（日）：MAX NIGHT × UHU@西永福 JAM
  - 2月29日（木）：RAW TIME 01@赤羽ReNY alpha
  - 3月8日（金）： “POP LIFE”@LiveHouse 栄R.A.D
  - 3月22日（金）：自主企画"WOLVEs the PARTY" - Day 1@渋谷 TOKIO TOKYO【出演者体調不良のため中止】
  - 3月23日（土）：自主企画"WOLVEs the PARTY" - Day 2@渋谷 TOKIO TOKYO【出演者体調不良のため中止】
  - 4月10日（水）：【WOLVEs GROOVY × Enfants 】Dynamo@渋谷 TOKIO TOKYO
  - 4月19日（金）：Mix List 2024 SPRING@渋谷 WWW
  - 5月27日（月）：Grasshopper vol.23 supported by チケットぴあ@下北沢CLUB Que[9][10]
  - 6月18日（火）：“Stargazers”@下北沢CLUB Que
  - 8月23日（金）：「アヤコノハタチ」@下北沢 440
  - 8月31日（土）：OPEN DOOR by Thir(s)ty One@Time Out Cafe ＆ Diner[11]
  - 9月16日（月）：TOKYO CALLING2024@SHIBUYA DESEO[12]
  - 10月13日（日）：FM802 MINAMI WHEEL 2024[13]

## WEBメディア
・「すべての一匹狼たちが繋がることができるグルーヴ「WOLVEs GROOVY」-Highlighter Vol.177-」SENSA（2023年7月20日、HIP LAND MUSIC）